# Katharina Hennig-Dotzler
Katharina Hennig-Dotzler (* 14. Juni 1996 in Annaberg-Buchholz als Katharina Hennig) ist eine deutsche Skilangläuferin und Sportsoldatin. Ihre bisher größten Erfolge sind der Gewinn der Goldmedaille im Team-Sprint sowie der Gewinn der Silbermedaille mit der 4 × 5-km-Staffel bei den Olympischen Winterspielen 2022.

## Werdegang
Die aus Königswalde im Erzgebirge stammende Hennig-Dotzler ist durch Viola Bauer zum Langlauf gekommen, die mit der Tante von Hennig-Dotzler befreundet ist. Von der siebten Klasse an besuchte sie das Sportgymnasium Oberwiesenthal, das sie im Jahr 2015 mit dem Abitur abschloss. Sie heiratete im April 2025 den Langläufer Christian Dotzler. Im Jahr 2018 zog sie von Oberwiesenthal nach Oberstdorf, wo sie bei Stefan Dotzler, dem Vater von Christian Dotzler, trainiert. Heute wohnt sie, gemeinsam mit ihrem Mann, in einem Ortsteil von Sonthofen. Sie gehörte bis 2011 dem SV Neudorf an und startet seitdem für den WSC Erzgebirge Oberwiesenthal.

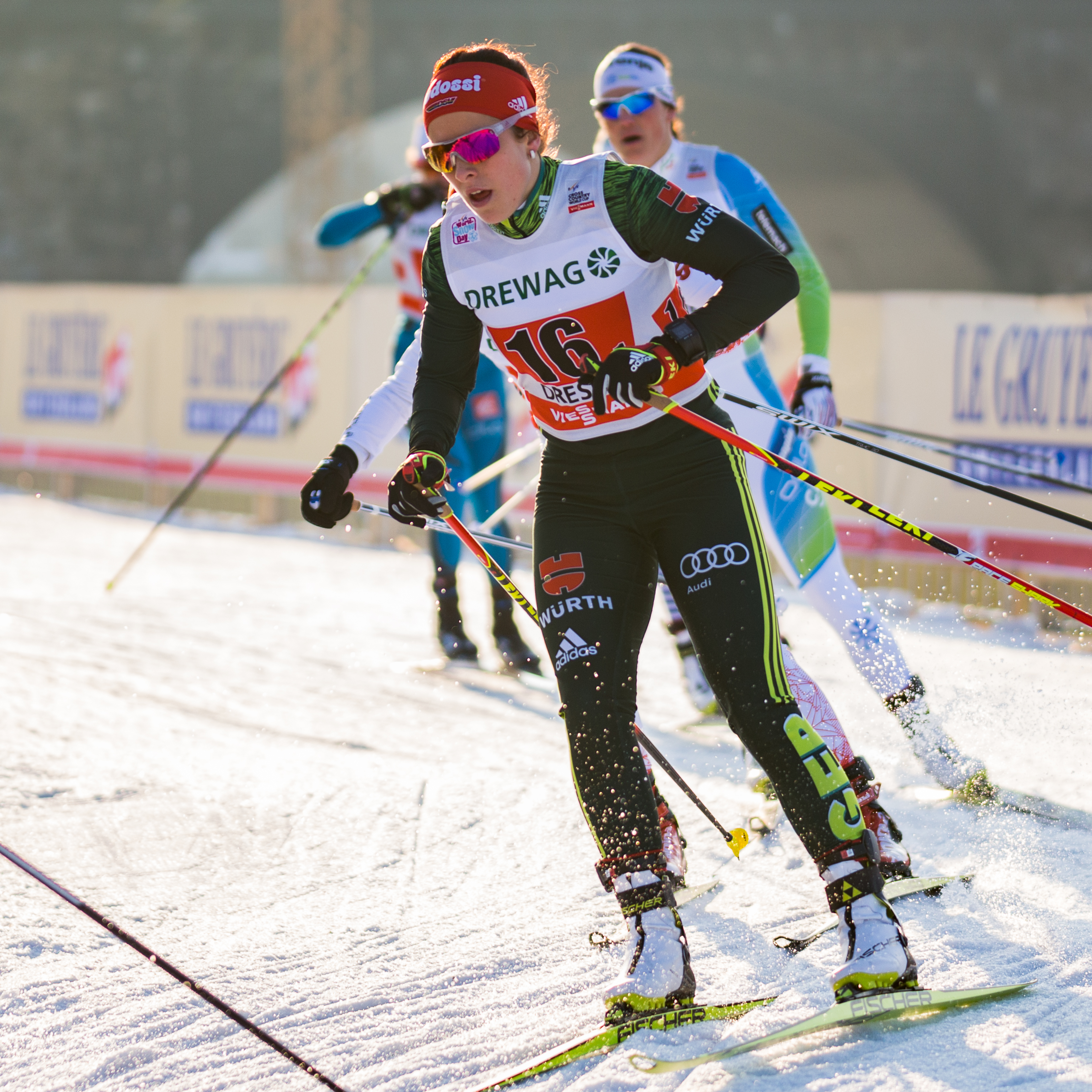
Katharina Hennig während des Weltcups in Dresden, 10. Januar 2018

Bei den Deutschen Skilanglauf-Meisterschaften 2015 in Oberwiesenthal wurde sie deutsche Meisterin über 5 km und in der Verfolgung. Bei den Juniorenweltmeisterschaften im rumänischen Rasnov gewann die Erzgebirgerin im 10-km-Freistilrennen hinter der Schwedin Ebba Andersson die Silbermedaille. Bereits 2013 und 2015 hatte Katharina Hennig-Dotzler mit dem deutschen Team Bronze gewonnen und im Jahr 2014 Platz 4 belegt. Ihr Weltcup-Debüt feierte sie am 24. Januar 2016 im tschechischen Nové Město. Als Startläuferin der Deutschland-II-Staffel hielt sie in der Spitzengruppe vorn mit und landete mit ihren Teamkolleginnen auf dem siebten Platz. Bei den Deutschen Skilanglauf-Meisterschaften 2016 in Oberhof und Kirchzarten wurde sie jeweils Zweite über 16,5 km Freistil und über 30 km klassisch.
Zu Beginn Saison 2016/17 startete sie in Ruka erstmals im Weltcupeinzel und verbuchte dabei mit dem 27. Platz über 10 km klassisch ihre ersten Weltcuppunkte. Bei der folgenden Weltcup-Minitour in Lillehammer erzielte sie den 27. Platz. Im Januar 2017 erreichte sie in Ulricehamn mit dem zweiten Platz mit der Staffel ihre erste Podestplatzierung im Weltcup. Ihre besten Platzierungen bei den nordischen Skiweltmeisterschaften 2017 in Lahti waren der 11. Platz im Skiathlon und der sechste Rang mit der Staffel. In der Weltcup-Gesamtwertung wurde sie 43. und im U23-Weltcup 6. Bei den deutschen Skilanglaufmeisterschaften 2017 in Oberwiesenthal wurde sie Meisterin über 30 km Freistil und im Teamsprint zusammen mit Anne Winkler.
Nach Platz 40 beim Ruka Triple zu Beginn der Saison 2017/18, belegte sie den 21. Platz bei der Tour de Ski 2017/18 und den 39. Rang in der Weltcupgesamtwertung. Ihre besten Platzierungen bei den Olympischen Winterspielen 2018 in Pyeongchang waren der 19. Platz im 30-km-Massenstartrennen und der sechste Rang mit der Staffel. Im März 2018 wurde sie bei den deutschen Skilanglaufmeisterschaften in Reit im Winkl erneut Deutsche Meisterin (über 20 km klassisch) und wurde Zweite im Teamsprint mit Anne Winkler.
In der Saison 2018/19 belegte Hennig-Dotzler den 28. Platz beim Lillehammer Triple und den 17. Rang beim Weltcupfinale in Québec. Zudem kam sie im Weltcupeinzel fünfmal unter die ersten Zehn und erreichte zum Saisonende den 30. Platz im Gesamtweltcup und den 14. Rang im Distanzweltcup. Bei den U23-Weltmeisterschaften 2019 in Lahti holte sie die Bronzemedaille im 15-km-Massenstartrennen. Außerdem wurde sie dort Vierte über 10 km Freistil. Ihre besten Platzierungen bei den nordischen Skiweltmeisterschaften 2019 in Seefeld in Tirol waren der 11. Platz über 10 km klassisch und der vierte Rang mit der Staffel. Ende März 2019 wurde sie bei den deutschen Skilanglaufmeisterschaften in Reit im Winkl deutsche Meisterin im Massenstartrennen über 20 km Freistil und zusammen mit Anne Winkler im Teamsprint und errang mit der Staffel von WSC Erzgebirge Oberwiesenthal den zweiten Platz.
In der Saison 2019/20 belegte Hennig-Dotzler den 27. Platz beim Ruka Triple und den achten Rang bei der Tour de Ski 2019/20. Dabei konnte sie im Val di Fiemme bei der fünften Etappe mit dem dritten Platz über 10 km klassisch ihren ersten Podestplatz in einem Einzelrennen erringen. In der Gesamtwertung der Tour de Ski wurde sie Achte und feierte damit ihr bestes Ergebnis bei diesem Wettbewerb. Die Saison beendete sie auf dem 18. Platz im Gesamtweltcup und auf dem 12. Rang im Distanzweltcup.
Nach Platz 20 beim Ruka Triple zu Beginn der Saison 2020/2021, konnte Hennig-Dotzler bei der sechsten Etappe der Tour de Ski 2021 im Val di Fiemme über 10 km klassisch im Massenstart den zweiten Rang und ihr bis dato bestes Weltcupresultat in einem Einzelrennen erringen. In der Gesamtwertung der Tour de Ski wurde sie wie in der Vorsaison Achte. Ihre besten Resultate beim Saisonhöhepunkt, den Nordischen Skiweltmeisterschaften in Oberstdorf, waren der 18. Platz im 30-km-Massenstartrennen und der fünfte Rang mit der Staffel. Zum Saisonende belegte sie im Engadin den sechsten Platz im 10-km-Massenstartrennen und den 13. Rang in der Verfolgung und erreichte damit abschließend den 11. Platz im Gesamtweltcup und den sechsten Rang im Distanzweltcup. Zu Beginn der Saison 2021/22 errang sie in Ruka den dritten Platz über 10 km klassisch. Im weiteren Saisonverlauf kam sie achtmal unter die ersten Zehn, darunter Platz neun bei der Tour de Ski 2021/22 und erreichte damit den 11. Platz im Gesamtweltcup sowie den siebten Rang im Distanzweltcup. Bei den Olympischen Winterspielen 2022 in Peking gewann sie die Silbermedaille mit der Staffel und zusammen mit Victoria Carl die Goldmedaille im Teamsprint Anfang April 2022 wurde sie deutsche Meisterin über 20 km klassisch. Am 7. Januar 2023 gewann sie im Val di Fiemme im Rahmen der Tour de Ski ihr erstes Weltcuprennen in einem 15-km-Massenstart in der klassischen Technik.
Hennig-Dotzler ist Botschafterin des Vereins Athletes for Ukraine.

## Etappensiege bei Weltcuprennen
| Nr. | Datum          | Ort           | Disziplin                   | Rennen              |
| --- | -------------- | ------------- | --------------------------- | ------------------- |
| 1.  | 7. Januar 2023 | Val di Fiemme | 15 km klassisch Massenstart | Tour de Ski 2022/23 |

## Teilnahmen an Weltmeisterschaften und Olympischen Winterspielen

### Olympische Spiele
| Jahr und Ort     | Wettbewerb | Wettbewerb | Wettbewerb | Wettbewerb | Wettbewerb | Wettbewerb |
| Jahr und Ort     | 10 km      | Skiathlon  | 30 km      | Sprint     | Staffel    | Teamsprint |
| ---------------- | ---------- | ---------- | ---------- | ---------- | ---------- | ---------- |
| Pyeongchang 2018 | –          | 22.        | 19.        | 27.        | 6.         | –          |
| Peking 2022      | 5.         | 15.        | –          | –          | 2.         | 1.         |

### Nordische Skiweltmeisterschaften
| Jahr und Ort    | Wettbewerb | Wettbewerb | Wettbewerb   | Wettbewerb | Wettbewerb | Wettbewerb |
| Jahr und Ort    | 10 km      | Skiathlon  | 30 / 50 km 1 | Sprint     | Staffel    | Teamsprint |
| --------------- | ---------- | ---------- | ------------ | ---------- | ---------- | ---------- |
| Lahti 2017      | 26.        | 10.        | 18.          | –          | 6.         | –          |
| Seefeld 2019    | 11.        | 16.        | 21.          | –          | 4.         | –          |
| Oberstdorf 2021 | –          | 29.        | 18.          | 27.        | 5.         | –          |
| Planica 2023    | 11.        | 4.         | 7.           | –          | 2.         | –          |
| Trondheim 2025  | 7.         | –          | –            | –          | 3.         | 6.         |

## Statistik

### Weltcup-Platzierungen
Die Tabelle zeigt die erreichten Platzierungen im Einzelnen.
- 1.–3. Platz: Anzahl der Podiumsplatzierungen
- Top 10: Anzahl der Platzierungen unter den ersten zehn
- Punkteränge: Anzahl der Platzierungen innerhalb der Punkteränge
- Starts: Anzahl gelaufener Rennen in der jeweiligen Disziplin
- Hinweis: Bei den Distanzrennen erfolgt die Einordnung gemäß FIS.

| Platzierung               | Distanzrennen a | Distanzrennen a | Distanzrennen a | Distanzrennen a | Distanzrennen a | Skiathlon Verfolgung | Sprint | Etappen- rennen b | Gesamt | Team   | Team    |
| Platzierung               | ≤ 5 km          | ≤ 10 km         | ≤ 15 km         | ≤ 30 km         | > 30 km         | Skiathlon Verfolgung | Sprint | Etappen- rennen b | Gesamt | Sprint | Staffel |
| ------------------------- | --------------- | --------------- | --------------- | --------------- | --------------- | -------------------- | ------ | ----------------- | ------ | ------ | ------- |
| 1. Platz                  |                 |                 | 1               |                 |                 |                      |        |                   | 1      |        |         |
| 2. Platz                  |                 | 3               |                 | 1               |                 |                      |        |                   | 4      |        | 3       |
| 3. Platz                  |                 | 3               | 1               | 1               | 1               |                      |        |                   | 6      | 1      | 1       |
| Top 10                    |                 | 29              | 3               | 10              | 2               | 8                    | 3      | 4                 | 59     | 4      | 12      |
| Punkteränge               | 1               | 59              | 6               | 16              | 2               | 24                   | 28     | 13                | 149    | 4      | 12      |
| Starts                    | 2               | 65              | 6               | 16              | 2               | 29                   | 48     | 14                | 182    | 4      | 13      |
| Stand: Saisonende 2024/25 |                 |                 |                 |                 |                 |                      |        |                   |        |        |         |

### Weltcupwertungen
| Saison  | Gesamt | Gesamt | Distanz | Distanz | Sprint | Sprint |
| Saison  | Punkte | Platz  | Punkte  | Platz   | Punkte | Platz  |
| ------- | ------ | ------ | ------- | ------- | ------ | ------ |
| 2016/17 | 138    | 43.    | 110     | 32.     | -      | -      |
| 2017/18 | 167    | 39.    | 115     | 23.     | 4      | 69.    |
| 2018/19 | 250    | 30.    | 209     | 14.     | 7      | 70.    |
| 2019/20 | 485    | 18.    | 323     | 12.     | 26     | 48.    |
| 2020/21 | 574    | 11.    | 406     | 6.      | 18     | 54.    |
| 2021/22 | 564    | 11.    | 376     | 7.      | 72     | 30.    |
| 2022/23 | 1326   | 7.     | 857     | 7.      | 229    | 33.    |
| 2023/24 | 1371   | 11.    | 964     | 10.     | 227    | 33.    |
| 2024/25 | 915    | 18.    | 799     | 11.     | 116    | 47.    |

## Auszeichnungen
- 2022: Silbernes Lorbeerblatt[20]